# أول 50 موعدا غراميا
أول 50 موعداً غرامياً (بالإنجليزية: 50 First Dates)‏ هو فيلم كوميدي تم إنتاجه في الولايات المتحدة وصدر في سنة 2004. الفيلم من إخراج بيتر سيجال.

## طاقم التمثيل
- آدم ساندلر
- درو باريمور
- روب شنايدر
- شون أستين
- دان أيكرويد

## القصة
تدور أحداث الفيلم حول الطبيب البيطري هنري روث (أدم ساندلر) الذي يخاف من الالتزام والارتباط الرسمي بالفتيات، حتى يلتقي بالجميلة لوسي (درو باريمور)، فيتغير فكر هنري تماما ويظن أنه وجد أخيرا فتاة أحلامه، حتى يكتشف أنها تعاني من فقدان الذاكرة قصيرة الأجل، إثر حادث وقع لها هي ووالدها سابقا، ومن هنا فأي يوم بعد الحادث تفقد أحداثه من ذاكرتها طالما خلدت للنوم، لكن حب هنري لها يجعله يتمسك بها رغم معارضة والدها وشقيقها في البداية على ارتباطه بها، ومن هنا يصنع هنري شريط فيديو به أهم الأحداث التي حدثت في حياتها وحتى عالميا بعد ذلك الحادث ويضعه لها بجوار فراشها لتشاهده كل يوم فور استيقاظها وتتذكر به ما لم تستطع أن تتذكره أبدا بعد الحادث، وينتهي بهما الحال إلى الزواج والإنجاب والحياة معا في سعادة.

## الميزانية والإيرادات
بلغت تكلفة إنتاج الفيلم حوالي 75 مليون دولار بينما حقق أرباحا تقدر بـ 196.3 مليون دولار.

## روابط خارجية
- أول 50 موعدا غراميا على موقع IMDb (الإنجليزية)
- أول 50 موعدا غراميا على موقع ميتاكريتيك (الإنجليزية)
- أول 50 موعدا غراميا على موقع روتن توميتوز (الإنجليزية)
- أول 50 موعدا غراميا على موقع نتفليكس (الإنجليزية)
- أول 50 موعدا غراميا على موقع قاعدة بيانات الأفلام العربية
- أول 50 موعدا غراميا على موقع ألو سيني (الفرنسية)
- أول 50 موعدا غراميا على موقع Turner Classic Movies (الإنجليزية)
- أول 50 موعدا غراميا على موقع أول موفي (الإنجليزية)
- أول 50 موعدا غراميا على موقع بوكس أوفيس موجو (الإنجليزية)
- أول 50 موعدا غراميا على موقع فيلمافينيتي (الإسبانية)